# Jenna Drey
Pour les articles homonymes, voir Drey.
 (octobre 2012).
 (mai 2015).
Jenna Drey est une chanteuse auteur-compositeur de dance-pop. Elle est née à Los Angeles en Californie mais réside actuellement[Quand ?] à Miami en Floride. Chanteuse de formation classique, Jenna Drey est également la fille de l'actrice Margaret Teele.

## Discographie

### Singles
- Killin' Me (Where Did I Go Wrong)
- Why Should I Believe You
- Say Goodbye To Lonliness
- Just Like That
- More Than This
- By The Way
- Girlz Night Out
- All Out of Love